# Essenbloesemmijt
De essenbloesemmijt (Aceria fraxinivora) is een galmijt behorend tot de familie Eriophyidae. 

## Naam en indeling
De wetenschappelijke naam van de soort werd voorgesteld door Alfred Nalepa in 1909. Oorspronkelijk werd de wetenschappelijke naam Eriophyes fraxinivorus gebruikt en later werd de soort beschreven onder de naam Phytoptus fraxini (Karpelles, 1884). De geslachtsnaam Aceria  betekent vrij vertaald 'scherp' en is afgeleid van het Latijnse woord aciārium. De soortaanduiding fraxinivora  betekent vrij vertaald 'es-etend'. 

## Uiterlijke kenmerken
De vrouwtjes bereiken een lichaamslengte van 190 tot 305 micrometer en zijn ongeveer 55 tot 70 μm breed. Het lichaam is cilindrisch van vorm en heeft een bleekgele kleur. De mijten hebben slechts twee paar poten waar de meeste spinachtigen er vier paar hebben. Ogen en ocellen ontbreken volledig, de  monddelen (gnathosoma) zijn ongeveer 28 μm lang.

## Levenswijze
De essenbloesemmijt zuigt sappen uit de waardplant waardoor de gallen ontstaan die dienen om de mijten te beschermen tegen vijanden zoals roofmijten en galmuggen. Een belangrijke predator is de galmug Arthrocnodax fraxinellus, waarvan de larven op de mijten jagen. De vrouwtjes zijn parthenogeen en planten zich zonder bevruchting voort. 
De mijt is monofaag en komt alleen voor op planten uit het geslacht Fraxinus, zoals Fraxinus americana, smalbladige es (Fraxinus angustifolia), Fraxinus bungeana, pluim-es (Fraxinus ornus), Fraxinus pennsylvanica en voornamelijk op de es (Fraxinus excelsior).

## Gal
De gal is een bloemkoolachtige woekering met een sponsstructuur die zich vormt op de bloeiwijze van  De gallen zijn het hele jaar te vinden. Ze komen vaak in groten getale voor aan een boom. De gal staat wel bekend als bloemkoolgal, de kleur van de gal is in het begin groen en ten slotte bruin.
De mijt tast de bloemtrossen meestal aan kort nadat ze zijn geopend. De individuele gal is niet meer dan twee centimeter in doorsnee, maar kan in groepen worden gevormd zodat het geheel indrukwekkend kan zijn, aangezien ze een aanzienlijke onregelmatige misvorming vertonen die wordt gevormd door de samengesmolten en gezwollen bloemstengels (steeltjes). De gal is ook aangetroffen op knoppen, bladstengels, takken of stammen. Het is bruin als het volledig is gevormd, uiteindelijk zwart, maar eerst groen. Zodra de bladeren zijn gevallen, zijn de gallen, gevuld met mijten, duidelijk zichtbaar en kunnen ze een jaar of langer blijven zitten. Er kunnen ook blaadjes of hele bladeren en bladstelen bij betrokken zijn, met extra vervormingen zoals verdikking en het rollen van de bladlamina, vooral wanneer de boom zwaar is aangetast. Bijna elke bloeiwijze kan erbij betrokken zijn, waardoor de voortplantingscapaciteit wordt verminderd, maar sommige zaden kunnen zich nog steeds normaal tussen de gallen ontwikkelen.

## Verspreiding
De essenbloesemmijt komt voor in delen van Europa. In Noord-Amerika is het aantal vindplaatsen beperkt.